# Weltmeisterschaften im Bogenschießen 1995
Die Weltmeisterschaften im Bogenschießen 1995 wurden vom 1. bis 6. August in der indonesischen Hauptstadt Jakarta ausgetragen. Erstmals wurden auch Medaillen in Disziplinen mit dem Compoundbogen vergeben.

## Ergebnisse

### Recurvebogen
| Disziplin         | Gold                                           | Silber                                                                     | Bronze                                                                               |
| ----------------- | ---------------------------------------------- | -------------------------------------------------------------------------- | ------------------------------------------------------------------------------------ |
| Männer Einzel     | Lee Kyung-chul                                 | Wu Tsung-yi                                                                | Oh Kyo-moon                                                                          |
| Frauen Einzel     | Natalia Valeeva                                | Barbara Mensing                                                            | Yoom Yoon-ja                                                                         |
| Männer Mannschaft | Südkorea Lee Kyung-chi Oh Kyo-moon Kim Jae-rak | Italien Matteo Bisiani Michele Frangilli Andrea Parenti Alessandro Rivolta | Vereinigte Staaten Jay Barrs Richard McKinney Lonny King Rodney White                |
| Frauen Mannschaft | Südkorea Yoon Youn-ja Huang Jee-hae Kim Jo-sun | Türkei Elif Altınkaynak Natalia Nasaridze-Çakır Deniz Günay Elif Eksi      | Indonesien Hamdiah Damanhuri Nurfitriyana Saiman Danahuri Dahliana Purnama Pandiagan |

### Compoundbogen
| Disziplin         | Gold                                                                          | Silber                                                                   | Bronze                                                                      |
| ----------------- | ----------------------------------------------------------------------------- | ------------------------------------------------------------------------ | --------------------------------------------------------------------------- |
| Männer Einzel     | Gary Broadhead                                                                | John Vozzy                                                               | Phillip Tremelling                                                          |
| Frauen Einzel     | Angela Moscarelli                                                             | Petra Ericsson                                                           | Inga Low                                                                    |
| Männer Mannschaft | Frankreich Gérard Douis Thomas Randall Oliver Careau Dominique Casagrande     | Vereinigte Staaten Gary Broadhead John Vozzy Thomas Chowe Terry Ragsdale | Australien Phillip Tremeling Michael Harkess Duane Coates Clint Freeman     |
| Frauen Mannschaft | Vereinigte Staaten Angela Moscarelli Inga Low Michelle Ragsdale Anna Bessette | Schweden Petra Ericsson Helena Nelson Ulrika Sjöwall                     | Italien Anna Campagnoli Cristina Pernazza Carmen Ceriotti Pabiola Palazzini |

## Medaillenspiegel
| Platz  | Land               | Gold | Silber | Bronze | Gesamt |
| ------ | ------------------ | ---- | ------ | ------ | ------ |
| 1      | Vereinigte Staaten | 3    | 2      | 2      | 7      |
| 2      | Südkorea           | 3    | –      | 2      | 5      |
| 3      | Frankreich         | 1    | –      | –      | 1      |
| 3      | Moldau             | 1    | –      | –      | 1      |
| 5      | Schweden           | –    | 2      | –      | 2      |
| 6      | Italien            | –    | 1      | 1      | 2      |
| 7      | Chinesisch Taipeh  | –    | 1      | –      | 1      |
| 7      | Deutschland        | –    | 1      | –      | 1      |
| 7      | Türkei             | –    | 1      | –      | 1      |
| 10     | Australien         | –    | –      | 2      | 2      |
| 11     | Indonesien         | –    | –      | 1      | 1      |
| Gesamt | Gesamt             | 8    | 8      | 8      | 24     |